# Liste des monuments historiques d'Ille-et-Vilaine
Cet article recense les bâtiments protégés au titre des monuments historiques d’Ille-et-Vilaine, en France.
- Pour les monuments historiques de la commune de Fougères, voir la liste des monuments historiques de Fougères
- Pour les monuments historiques de la commune de Rennes, voir la liste des monuments historiques de Rennes
- Pour les monuments historiques de la commune de Saint-Malo, voir la liste des monuments historiques de Saint-Malo
- Pour les monuments historiques de la commune de Vitré, voir la liste des monuments historiques de Vitré

## Statistiques
Au 21 juillet 2025, le département d'Ille-et-Vilaine compte 590 édifices comportant au moins une protection au titre des monuments historiques, dont 152 sont classés et 454 sont inscrits. Le total des monuments classés et inscrits est supérieur au nombre total de monuments protégés car plusieurs d'entre eux sont à la fois classés et inscrits.
Le graphique suivant résume le nombre d’actes de protection par décennie depuis 1840 :

## Liste
- Haut – A
- B
- C
- D
- E
- F
- G
- H
- I
- J
- K
- L
- M
- N
- O
- P
- Q
- R
- S
- T
- U
- V
- W
- X
- Y
- Z

| Monument                                                         | Commune                                                  | Adresse                                            | Coordonnées                                        | Notice                                             | Protection                                                                               | Date                                               | Illustration |
| ---------------------------------------------------------------- | -------------------------------------------------------- | -------------------------------------------------- | -------------------------------------------------- | -------------------------------------------------- | ---------------------------------------------------------------------------------------- | -------------------------------------------------- | --- |
| Château des Onglées                                              | Acigné                                                   |                                                    | 48° 07′ 29″ nord, 1° 33′ 13″ ouest                 | « PA35000041 »                                     | inscription                                                                              | 2012                                               | Château des Onglées |
| Église Saint-Martin-de-Tours                                     | Amanlis                                                  |                                                    | 48° 00′ 25″ nord, 1° 28′ 29″ ouest                 | « PA00090494 »                                     | inscription                                                                              | 1974                                               | Église Saint-Martin-de-Tours |
| Château de la Magnanne                                           | Andouillé-Neuville                                       | La Magnanne                                        | 48° 17′ 13″ nord, 1° 37′ 12″ ouest                 | « PA00090495 »                                     | inscription                                                                              | 1980 2011                                          | Château de la Magnanne |
| Château de Bonnefontaine                                         | Antrain, commune déléguée de Val-Couesnon                | Bonne-Fontaine                                     | 48° 26′ 46″ nord, 1° 29′ 26″ ouest                 | « PA00090496 »                                     | inscription                                                                              | 1943                                               | Château de Bonnefontaine |
| Église Saint-André d'Antrain                                     | Antrain, commune déléguée de Val-Couesnon                |                                                    | 48° 27′ 41″ nord, 1° 29′ 08″ ouest                 | « PA35000095 »                                     | inscription                                                                              | 2023                                               | Église Saint-André d'Antrain |
| Église Notre-Dame-de-l’Assomption                                | Arbrissel                                                |                                                    | 47° 55′ 38″ nord, 1° 18′ 11″ ouest                 | « PA00090497 »                                     | inscription                                                                              | 1987                                               | Église Notre-Dame-de-l’Assomption |
| Château du Plessis                                               | Argentré-du-Plessis                                      | Le Plessis                                         | 48° 03′ 49″ nord, 1° 09′ 40″ ouest                 | « PA35000015 »                                     | inscription                                                                              | 2000                                               | Château du Plessis |
| Site archéologique du bois du Pinel                              | Argentré-du-Plessis                                      | Le Bois du Pinel                                   | 48° 01′ 13″ nord, 1° 09′ 49″ ouest                 | « PA00135357 »                                     | inscription                                                                              | 1995                                               | Image manquante Téléverser |
| Chapelle du Pinel et son puits                                   | Argentré-du-Plessis                                      | Le Pinel                                           | 48° 01′ 41″ nord, 1° 10′ 30″ ouest                 | « PA00090498 »                                     | inscription                                                                              | 1939                                               | Chapelle du Pinel et son puits |
| Croix de cimetière                                               | Bain-de-Bretagne                                         | rue du Général-de-Gaulle                           | 47° 50′ 27″ nord, 1° 40′ 40″ ouest                 | « PA00090499 »                                     | classement                                                                               | 1908                                               | Croix de cimetière |
| Château de la Robinais                                           | Bain-de-Bretagne                                         | La Robinais                                        | 47° 50′ 26″ nord, 1° 37′ 31″ ouest                 | « PA00090973 »                                     | inscription                                                                              | 1992                                               | Château de la Robinais |
| Moulin de Pomméniac                                              | Bain-de-Bretagne                                         | Pommeniac                                          | 47° 48′ 03″ nord, 1° 42′ 20″ ouest                 | « PA00090500 »                                     | inscription                                                                              | 1974                                               | Moulin de Pomméniac |
| Église Saint-Marse                                               | Bais                                                     |                                                    | 48° 00′ 36″ nord, 1° 17′ 23″ ouest                 | « PA00090501 »                                     | classement (porte) inscription (totalité)                                                | 1910 2006                                          | Église Saint-Marse |
| Église Saint-Léon                                                | La Baussaine                                             | Place de l’Église                                  | 48° 18′ 45″ nord, 1° 53′ 50″ ouest                 | « PA00090502 »                                     | inscription                                                                              | 1926                                               | Église Saint-Léon |
| Château de La Ballue                                             | Bazouges-la-Pérouse                                      | La Ballue                                          | 48° 26′ 35″ nord, 1° 32′ 18″ ouest                 | « PA00090503 »                                     | inscription                                                                              | 1999                                               | Château de La Ballue |
| Maison                                                           | Bazouges-la-Pérouse                                      | rue de l’Église                                    | 48° 25′ 31″ nord, 1° 34′ 28″ ouest                 | « PA00090504 »                                     | inscription                                                                              | 1930                                               | Maison |
| Maison                                                           | Bazouges-la-Pérouse                                      | place de la Poterie                                | 48° 25′ 37″ nord, 1° 34′ 30″ ouest                 | « PA00090505 »                                     | inscription                                                                              | 1934                                               | Maison |
| enceinte urbaine fortifiée de Bécherel                           | Bécherel                                                 |                                                    | 48° 17′ 44″ nord, 1° 56′ 38″ ouest                 | « PA35000096 »                                     | inscription                                                                              | 2024                                               | enceinte urbaine fortifiée de Bécherel |
| Ensemble fortifié de la chapelle et du pont de Chevré            | La Bouëxière                                             |                                                    | 48° 11′ 42″ nord, 1° 27′ 38″ ouest                 | « PA00135271 »                                     | inscription                                                                              | 1995                                               | Ensemble fortifié de la chapelle et du pont de Chevré |
| Croix de cimetière                                               | Bourgbarré                                               |                                                    | 47° 59′ 49″ nord, 1° 36′ 55″ ouest                 | « PA00090507 »                                     | inscription                                                                              | 1946                                               | Croix de cimetière |
| Château du Boschet                                               | Bourg-des-Comptes                                        |                                                    | 47° 54′ 48″ nord, 1° 45′ 24″ ouest                 | « PA00090508 »                                     | classement inscription classement                                                        | 1969 1998 2011                                     | Château du Boschet |
| Domaine de la Blossière                                          | Bourg-des-Comptes                                        |                                                    | 47° 55′ 38″ nord, 1° 44′ 50″ ouest                 | « PA35000093 »                                     | inscription                                                                              | 2023                                               | Image manquante Téléverser |
| Prieuré de Brégain                                               | La Boussac                                               |                                                    | 48° 29′ 45″ nord, 1° 38′ 24″ ouest                 | « PA00090509 »                                     | inscription                                                                              | 1926                                               | Prieuré de Brégain |
| Site gallo-romain de la Bouexière                                | Bréal-sous-Montfort                                      |                                                    | 48° 02′ 59″ nord, 1° 54′ 02″ ouest                 | « PA35000009 »                                     | inscription                                                                              | 2000                                               | Image manquante Téléverser |
| Croix de cimetière                                               | Bréal-sous-Montfort                                      |                                                    | 48° 02′ 54″ nord, 1° 52′ 06″ ouest                 | « PA00090510 »                                     | inscription                                                                              | 1933                                               | Croix de cimetière |
| Château du Molant                                                | Bréal-sous-Montfort                                      |                                                    | 48° 03′ 17″ nord, 1° 49′ 36″ ouest                 | « PA00090965 »                                     | classement                                                                               | 1993                                               | Château du Molant |
| Château de la Haute-Forêt                                        | Bréal-sous-Montfort                                      |                                                    | 48° 04′ 11″ nord, 1° 51′ 25″ ouest                 | « PA35000029 »                                     | inscription                                                                              | 2007                                               | Château de la Haute-Forêt |
| Église Notre-Dame                                                | Broualan                                                 |                                                    | 48° 28′ 26″ nord, 1° 39′ 01″ ouest                 | « PA00090512 »                                     | classement                                                                               | 1911                                               | Église Notre-Dame |
| Château de Landal                                                | Broualan                                                 |                                                    | 48° 29′ 28″ nord, 1° 40′ 31″ ouest                 | « PA00090511 »                                     | inscription                                                                              | 1981                                               | Château de Landal |
| Manoir de Saint-Armel                                            | Bruz                                                     |                                                    | 48° 00′ 55″ nord, 1° 44′ 40″ ouest                 | « PA00090513 »                                     | inscription                                                                              | 1975                                               | Manoir de Saint-Armel |
| Pont de Pont-Réan                                                | Bruz (également sur Guichen)                             |                                                    | 48° 00′ 10″ nord, 1° 46′ 31″ ouest                 | « PA00090597 »                                     | inscription                                                                              | 1942                                               | Pont de Pont-Réan |
| Enceinte de terre de la Bigotais                                 | Campel                                                   |                                                    | 47° 56′ 54″ nord, 1° 59′ 30″ ouest                 | « PA00135272 »                                     | inscription                                                                              | 1995                                               | Enceinte de terre de la Bigotais |
| Ancienne église Saint-Méen                                       | Cancale                                                  |                                                    | 48° 40′ 38″ nord, 1° 51′ 01″ ouest                 | « PA00090515 »                                     | inscription                                                                              | 1982                                               | Ancienne église Saint-Méen |
| Corps de garde des Daules                                        | Cancale                                                  |                                                    | 48° 41′ 50″ nord, 1° 52′ 51″ ouest                 | « PA00090514 »                                     | classement                                                                               | 1955                                               | Corps de garde des Daules |
| Cale de l'Épi                                                    | Cancale                                                  |                                                    | 48° 40′ 07″ nord, 1° 51′ 26″ ouest                 | « PA00135273 »                                     | inscription                                                                              | 1995                                               | Cale de l'Épi |
| Château de Cucé                                                  | Cesson-Sévigné                                           |                                                    | 48° 05′ 37″ nord, 1° 36′ 02″ ouest                 | « PA00090516 »                                     | inscription                                                                              | 1970                                               | Château de Cucé |
| Collégiale Sainte-Madeleine                                      | Champeaux                                                |                                                    | 48° 08′ 51″ nord, 1° 18′ 40″ ouest                 | « PA00090517 »                                     | classement                                                                               | 1910                                               | Collégiale Sainte-Madeleine |
| Château de l'Espinay                                             | Champeaux                                                |                                                    | 48° 08′ 10″ nord, 1° 18′ 47″ ouest                 | « PA00090518 »                                     | classement                                                                               | 1946                                               | Château de l'Espinay |
| Menhir de la Haute-Pierre                                        | Champeaux                                                |                                                    | 48° 07′ 55″ nord, 1° 17′ 53″ ouest                 | « PA00090519 »                                     | inscription                                                                              | 1980                                               | Menhir de la Haute-Pierre |
| Château de La Chapelle-aux-Filtzméens                            | La Chapelle-aux-Filtzméens                               | Le Logis                                           | 48° 22′ 55″ nord, 1° 50′ 08″ ouest                 | « PA00090522 »                                     | inscription                                                                              | 1976 2013                                          | Château de La Chapelle-aux-Filtzméens |
| Château du Bouëxic                                               | La Chapelle-Bouëxic                                      | 18 rue de la Mairie 6 à 10 place de la Vigne       | 47° 55′ 44″ nord, 1° 56′ 16″ ouest                 | « PA35000068 » « IA35002628 »                      | inscription                                                                              | 2015,                                              | Château du Bouëxic |
| Église Saint-Joseph et monument aux morts de La Chapelle-Bouëxic | La Chapelle-Bouëxic                                      | Place de la Vigne                                  | 47° 55′ 45″ nord, 1° 56′ 20″ ouest                 | « PA35000068 » « IA35002629 »                      | inscription                                                                              | 2015,                                              | Église Saint-Joseph et monument aux morts de La Chapelle-Bouëxic |
| Château de la Chapelle-Chaussée                                  | La Chapelle-Chaussée                                     |                                                    | 48° 16′ 11″ nord, 1° 51′ 11″ ouest                 | « PA00090521 »                                     | inscription                                                                              | 1966                                               | Château de la Chapelle-Chaussée |
| Moulin de Tru                                                    | La Chapelle-de-Brain                                     |                                                    | 47° 41′ 56″ nord, 1° 57′ 00″ ouest                 | « PA00090520 »                                     | inscription                                                                              | 1974                                               | Image manquante Téléverser |
| Église Saint-Loup                                                | La Chapelle-du-Lou-du-Lac                                |                                                    | 48° 12′ 32″ nord, 1° 59′ 26″ ouest                 | « PA35000034 »                                     | inscription                                                                              | 2009                                               | Église Saint-Loup |
| Chapelle du château de Fontenay                                  | Chartres-de-Bretagne                                     |                                                    | 48° 02′ 47″ nord, 1° 41′ 48″ ouest                 | « PA00090523 »                                     | inscription                                                                              | 1975                                               | Chapelle du château de Fontenay |
| Fours à chaux                                                    | Chartres-de-Bretagne                                     | rue des Fours à Chaux                              | 48° 02′ 37″ nord, 1° 43′ 00″ ouest                 | « PA00090524 »                                     | inscription                                                                              | 1987                                               | Fours à chaux |
| Croix de cimetière                                               | Châteaubourg                                             |                                                    | 48° 07′ 49″ nord, 1° 25′ 19″ ouest                 | « PA00090525 »                                     | inscription                                                                              | 1946                                               | Croix de cimetière |
| Église Saint-Pierre                                              | Châteaubourg                                             | place de l'Hôtel de Ville                          | 48° 06′ 34″ nord, 1° 24′ 18″ ouest                 | « PA35000082 »                                     | inscription                                                                              | 8 février 2018                                     | Église Saint-Pierre |
| Château de Châteaugiron                                          | Châteaugiron                                             |                                                    | 48° 02′ 56″ nord, 1° 30′ 07″ ouest                 | « PA00090526 »                                     | inscription classement (partiel) classement (total)                                      | 1929 1931 1993                                     | Château de Châteaugiron |
| Château de Châteauneuf-d'Ille-et-Vilaine                         | Châteauneuf-d'Ille-et-Vilaine (également sur Saint-Père) | Place du Martray                                   | 48° 33′ 45″ nord, 1° 55′ 45″ ouest                 | « PA00090527 »                                     | classement (bâti et ancien jardin) inscription (ancien parc)                             | 1992 2021                                          | Château de Châteauneuf-d'Ille-et-Vilaine |
| Château de Vieuville                                             | Le Châtellier                                            |                                                    | 48° 25′ 14″ nord, 1° 13′ 57″ ouest                 | « PA00090528 »                                     | classement inscription                                                                   | 1946 2013                                          | Château de Vieuville |
| Manoir de la Sillandais                                          | Chavagne                                                 |                                                    | 48° 02′ 45″ nord, 1° 47′ 46″ ouest                 | « PA35000089 »                                     | inscription                                                                              | 2020                                               | Manoir de la Sillandais |
| Moulin de la Saline                                              | Cherrueix                                                |                                                    | 48° 36′ 20″ nord, 1° 43′ 25″ ouest                 | « PA00090530 »                                     | inscription                                                                              | 1977                                               | Moulin de la Saline |
| Moulin de la Colimassière                                        | Cherrueix                                                |                                                    | 48° 36′ 20″ nord, 1° 43′ 29″ ouest                 | « PA00090531 »                                     | inscription                                                                              | 1977                                               | Moulin de la Colimassière |
| Moulin des Mondrins                                              | Cherrueix                                                |                                                    | 48° 36′ 20″ nord, 1° 43′ 40″ ouest                 | « PA00090532 »                                     | inscription                                                                              | 1977                                               | Moulin des Mondrins |
| Château de Clayes-Palys                                          | Clayes                                                   |                                                    | 48° 10′ 34″ nord, 1° 51′ 04″ ouest                 | « PA00090533 »                                     | inscription                                                                              | 1965                                               | Château de Clayes-Palys |
| Croix de cimetière                                               | Clayes                                                   |                                                    | 48° 10′ 34″ nord, 1° 51′ 10″ ouest                 | « PA00090534 »                                     | classement                                                                               | 1907                                               | Croix de cimetière |
| Temple romano-celtique heptagonal                                | Comblessac                                               |                                                    | 47° 50′ 42″ nord, 2° 05′ 52″ ouest                 | « PA00090535 »                                     | classement                                                                               | 1978                                               | Temple romano-celtique heptagonal |
| Château de Combourg                                              | Combourg                                                 |                                                    | 48° 24′ 27″ nord, 1° 45′ 14″ ouest                 | « PA00090536 »                                     | inscription classement (partiel)                                                         | 1926 1966                                          | Château de Combourg |
| Maison de la Lanterne                                            | Combourg                                                 |                                                    | 48° 24′ 31″ nord, 1° 45′ 08″ ouest                 | « PA00090537 »                                     | inscription                                                                              | 1966                                               | Maison de la Lanterne |
| Manoir du Grand Trémaudan                                        | Combourg                                                 |                                                    | 48° 23′ 18″ nord, 1° 46′ 33″ ouest                 | « PA35000024 »                                     | inscription                                                                              | 2005                                               | Manoir du Grand Trémaudan |
| Château du Châtellier                                            | Corps-Nuds                                               |                                                    | 47° 57′ 38″ nord, 1° 35′ 45″ ouest                 | « PA00125343 »                                     | inscription classement (partiel)                                                         | 1993 1996                                          | Château du Châtellier |
| Église Saint-Maximilien-Kolbe                                    | Corps-Nuds                                               |                                                    | 47° 58′ 40″ nord, 1° 35′ 14″ ouest                 | « PA35000010 »                                     | classement                                                                               | 2004                                               | Église Saint-Maximilien-Kolbe |
| Château du Plessix                                               | La Couyère (également sur Tresbœuf)                      | Le Plessis                                         | 47° 53′ 37″ nord, 1° 30′ 57″ ouest                 | « PA00090538 »                                     | inscription (château) inscription (dépendances)                                          | 1962 1992                                          | Château du Plessix |
| Manoir de la Louverie                                            | Le Crouais                                               |                                                    | 48° 11′ 43″ nord, 2° 09′ 32″ ouest                 | « PA35000025 »                                     | inscription                                                                              | 2005                                               | Manoir de la Louverie |
| Menhir de la Pierre Longue                                       | Cuguen                                                   |                                                    | 48° 25′ 12″ nord, 1° 40′ 14″ ouest                 | « PA00090539 »                                     | classement                                                                               | 1889                                               | Menhir de la Pierre Longue |
| Château de la Roche-Montbourcher                                 | Cuguen                                                   |                                                    | 48° 25′ 16″ nord, 1° 39′ 06″ ouest                 | « PA00135274 »                                     | inscription                                                                              | 1995                                               | Château de la Roche-Montbourcher |
| Fort de l’île Harbour                                            | Dinard                                                   |                                                    | 48° 39′ 10″ nord, 2° 04′ 10″ ouest                 | « PA00090540 »                                     | classement                                                                               | 1952                                               | Fort de l’île Harbour |
| Immeuble Le Gallic                                               | Dinard                                                   | 2 boulevard Féart                                  | 48° 38′ 03″ nord, 2° 03′ 18″ ouest                 | « PA35000087 »                                     | inscription                                                                              | 3 octobre 2019                                     | Immeuble Le Gallic |
| Maison du Prince Noir                                            | Dinard                                                   |                                                    | 48° 37′ 51″ nord, 2° 03′ 10″ ouest                 | « PA00090541 »                                     | inscription                                                                              | 1952                                               | Maison du Prince Noir |
| Maison du Tertre Corbin                                          | Dinard                                                   | 2 impasse Saint-Michel                             | 48° 37′ 43″ nord, 2° 03′ 29″ ouest                 | « PA35000097 »                                     | Inscrit                                                                                  | 2024                                               | Image manquante Téléverser |
| Manoir de la Baronnais                                           | Dinard                                                   |                                                    | 48° 37′ 22″ nord, 2° 03′ 25″ ouest                 | « PA00090542 »                                     | inscription                                                                              | 1972                                               | Manoir de la Baronnais |
| Prieuré de Dinard                                                | Dinard                                                   |                                                    | 48° 37′ 32″ nord, 2° 03′ 15″ ouest                 | « PA00090543 »                                     | inscription                                                                              | 1942                                               | Prieuré de Dinard |
| Villa Greystones                                                 | Dinard                                                   | 16 boulevard de la Mer                             | 48° 38′ 25″ nord, 2° 03′ 39″ ouest                 | « PA35000055 »                                     | classement                                                                               | 8 février 2019                                     | Villa Greystones |
| Villa Les Roches Brunes                                          | Dinard                                                   | 3 allée des Douaniers                              | 48° 38′ 24″ nord, 2° 03′ 26″ ouest                 | « PA35000054 »                                     | inscription                                                                              | 2014                                               | Villa Les Roches Brunes |
| Cathédrale Saint-Samson                                          | Dol-de-Bretagne                                          | Place de la Cathédrale                             | 48° 33′ 03″ nord, 1° 45′ 21″ ouest                 | « PA00090544 »                                     | classement                                                                               | 1840                                               | Cathédrale Saint-Samson |
| Manoir des Beauvais                                              | Dol-de-Bretagne                                          | Rue Monseigneur-de-Hercé ; rue des Beauvais        | 48° 32′ 47″ nord, 1° 44′ 48″ ouest                 | « PA00090545 »                                     | inscription                                                                              | 1963                                               | Manoir des Beauvais |
| Maison de la Croix verte                                         | Dol-de-Bretagne                                          | 18, Grande Rue des Stuarts                         | 48° 33′ 00″ nord, 1° 45′ 15″ ouest                 | « PA00090546 »                                     | inscription                                                                              | 1972                                               | Maison de la Croix verte |
| Maison des Petits Palets                                         | Dol-de-Bretagne                                          | 17, Grande Rue des Stuarts                         | 48° 32′ 59″ nord, 1° 45′ 16″ ouest                 | « PA00090547 »                                     | inscription                                                                              | 2014                                               | Maison des Petits Palets |
| Maison de La Guillotière                                         | Dol-de-Bretagne                                          | 27, Grande Rue des Stuarts                         | 48° 32′ 58″ nord, 1° 45′ 19″ ouest                 | « PA00090548 »                                     | inscription                                                                              | 1930                                               | Maison de La Guillotière |
| Maison de la Grisardière                                         | Dol-de-Bretagne                                          | 27, rue Lejamptel                                  | 48° 33′ 03″ nord, 1° 45′ 10″ ouest                 | « PA35000046 »                                     | inscription                                                                              | 2012                                               | Maison de la Grisardière |
| Menhir de Champ-Dolent                                           | Dol-de-Bretagne                                          |                                                    | 48° 32′ 07″ nord, 1° 44′ 22″ ouest                 | « PA00090549 »                                     | classement                                                                               | 1889                                               | Menhir de Champ-Dolent |
| Manoir de la Belle-Noë                                           | Dol-de-Bretagne                                          |                                                    | 48° 31′ 48″ nord, 1° 42′ 51″ ouest                 | « PA35000028 »                                     | inscription                                                                              | 2006                                               | Manoir de la Belle-Noë |
| Église Saint-Melaine                                             | Domalain                                                 |                                                    | 47° 59′ 46″ nord, 1° 14′ 34″ ouest                 | « PA00090550 »                                     | inscription                                                                              | 1926                                               | Église Saint-Melaine |
| Chapelle Notre-Dame-de-la-Rivière                                | Domloup                                                  | route de Nouvoitou                                 | 48° 03′ 08″ nord, 1° 31′ 48″ ouest                 | « PA00090551 »                                     | inscription                                                                              | 1973                                               | Chapelle Notre-Dame-de-la-Rivière |
| Abbaye Notre-Dame de la Vieuville                                | Epiniac                                                  |                                                    | 48° 31′ 40″ nord, 1° 41′ 10″ ouest                 | « PA35000021 »                                     | inscription                                                                              | 2002                                               | Abbaye Notre-Dame de la Vieuville |
| Château des Nétumières                                           | Erbrée                                                   |                                                    | 48° 08′ 38″ nord, 1° 08′ 05″ ouest                 | « PA00090552 »                                     | inscription                                                                              | 1973                                               | Château des Nétumières |
| Château du Bordage                                               | Ercé-près-Liffré                                         |                                                    | 48° 15′ 32″ nord, 1° 30′ 32″ ouest                 | « PA35000042 »                                     | inscription (logis, tours, rabines) inscription (logis, tours, rabines, porche, communs) | 2020                                               | Château du Bordage |
| La Roche-aux-Fées                                                | Essé                                                     |                                                    | 47° 56′ 11″ nord, 1° 24′ 17″ ouest                 | « PA00090553 »                                     | classement                                                                               | 1840                                               | La Roche-aux-Fées |
| Église Saint-Martin                                              | Fleurigné                                                |                                                    | 48° 20′ 11″ nord, 1° 07′ 12″ ouest                 | « PA00090554 »                                     | inscription                                                                              | 1931                                               | Église Saint-Martin |
|                                                                  | Fougères                                                 | Voir liste des monuments historiques de Fougères   | Voir liste des monuments historiques de Fougères   | Voir liste des monuments historiques de Fougères   | Voir liste des monuments historiques de Fougères                                         | Voir liste des monuments historiques de Fougères   | Voir liste des monuments historiques de Fougères |
| Église Saint-Méen-et-Sainte-Croix                                | La Fresnais                                              |                                                    | 48° 35′ 43″ nord, 1° 50′ 35″ ouest                 | « PA35000069 »                                     | inscription                                                                              | 2015                                               | Église Saint-Méen-et-Sainte-Croix |
| Ruines du Château des Fontaines                                  | Gahard                                                   |                                                    | 48° 17′ 52″ nord, 1° 31′ 12″ ouest                 | « PA00090579 »                                     | inscription                                                                              | 1926                                               | Image manquante Téléverser |
| Église Saint-Exupère                                             | Gahard                                                   |                                                    | 48° 17′ 48″ nord, 1° 31′ 03″ ouest                 | « PA00090580 »                                     | inscription                                                                              | 1968                                               | Église Saint-Exupère |
| Église Saint-Sulpice                                             | Gennes-sur-Seiche                                        |                                                    | 47° 59′ 16″ nord, 1° 07′ 24″ ouest                 | « PA00090581 »                                     | inscription                                                                              | 1926                                               | Église Saint-Sulpice |
| Château de Beauvais                                              | Gévezé                                                   |                                                    | 48° 12′ 40″ nord, 1° 47′ 38″ ouest                 | « PA00090582 »                                     | inscription                                                                              | 2009                                               | Château de Beauvais |
| Château de Blossac                                               | Goven                                                    |                                                    | 48° 01′ 54″ nord, 1° 46′ 45″ ouest                 | « PA00090583 »                                     | inscription                                                                              | 2019                                               | Château de Blossac |
| Croix monumentale                                                | Grand-Fougeray                                           |                                                    | 47° 43′ 24″ nord, 1° 43′ 55″ ouest                 | « PA00090584 »                                     | inscription                                                                              | 1930                                               | Croix monumentale |
| Tour Duguesclin                                                  | Grand-Fougeray                                           |                                                    | 47° 43′ 25″ nord, 1° 43′ 38″ ouest                 | « PA00090585 »                                     | classement                                                                               | 1913                                               | Tour Duguesclin |
| Ancien palais de justice                                         | Grand-Fougeray                                           |                                                    | 47° 43′ 25″ nord, 1° 43′ 57″ ouest                 | « PA00090586 »                                     | inscription                                                                              | 1930                                               | Ancien palais de justice |
| Basilique Notre-Dame                                             | La Guerche-de-Bretagne                                   |                                                    | 47° 56′ 32″ nord, 1° 13′ 43″ ouest                 | « PA00090587 »                                     | classement                                                                               | 1913                                               | Basilique Notre-Dame |
| Maison                                                           | La Guerche-de-Bretagne                                   | 8 rue d'Anjou                                      | 47° 56′ 29″ nord, 1° 13′ 50″ ouest                 | « PA00090588 »                                     | inscription                                                                              | 1948                                               | Maison |
| Maisons                                                          | La Guerche-de-Bretagne                                   | 12, 14 rue d'Anjou                                 | 47° 56′ 30″ nord, 1° 13′ 49″ ouest                 | « PA00090589 »                                     | inscription                                                                              | 1948                                               | Maisons |
| Maison                                                           | La Guerche-de-Bretagne                                   | 2 rue d'Anjou                                      | 47° 56′ 29″ nord, 1° 13′ 51″ ouest                 | « PA00090590 »                                     | inscription                                                                              | 1948                                               | Maison |
| Maison                                                           | La Guerche-de-Bretagne                                   | 10 rue d'Anjou                                     | 47° 56′ 30″ nord, 1° 13′ 50″ ouest                 | « PA00090591 »                                     | inscription                                                                              | 1948                                               | Maison |
| Maison                                                           | La Guerche-de-Bretagne                                   | 34 rue de Nantes                                   | 47° 56′ 27″ nord, 1° 13′ 52″ ouest                 | « PA00090592 »                                     | inscription                                                                              | 1948                                               | Maison |
| Maison                                                           | La Guerche-de-Bretagne                                   | 5, 7 rue du Cheval-Blanc                           | 47° 56′ 32″ nord, 1° 13′ 49″ ouest                 | « PA00090593 »                                     | inscription                                                                              | 1948                                               | Maison |
| Maison                                                           | La Guerche-de-Bretagne                                   | 3 rue du Cheval-Blanc                              | 47° 56′ 32″ nord, 1° 13′ 49″ ouest                 | « PA00090594 »                                     | inscription                                                                              | 1948                                               | Maison |
| Maison Hunault                                                   | La Guerche-de-Bretagne                                   | 2, 4 rue de Nantes                                 | 47° 56′ 31″ nord, 1° 13′ 52″ ouest                 | « PA00090595 »                                     | inscription                                                                              | 1930                                               | Maison Hunault |
| Maison Briant                                                    | La Guerche-de-Bretagne                                   | 6 rue de Nantes                                    | 47° 56′ 31″ nord, 1° 13′ 51″ ouest                 | « PA00090596 »                                     | inscription                                                                              | 1930                                               | Maison Briant |
| Pont de Pont-Réan                                                | Guichen (également sur Bruz)                             |                                                    | 48° 00′ 10″ nord, 1° 46′ 31″ ouest                 | « PA00090597 »                                     | inscription                                                                              | 1942                                               | Pont de Pont-Réan |
| Château des Champs                                               | Guipry-Messac                                            |                                                    | 47° 51′ 33″ nord, 1° 52′ 16″ ouest                 | « PA00090598 »                                     | inscription                                                                              | 1966                                               | Château des Champs |
| Alignement de menhirs de Bringuerault                            | Hédé-Bazouges                                            |                                                    | 48° 17′ 52″ nord, 1° 45′ 39″ ouest                 | « PA00090506 »                                     | inscription                                                                              | 1971                                               | Alignement de menhirs de Bringuerault |
| Château de Hédé                                                  | Hédé-Bazouges                                            |                                                    | 48° 17′ 46″ nord, 1° 48′ 19″ ouest                 | « PA00090599 »                                     | inscription                                                                              | 1926                                               | Château de Hédé |
| Église Notre-Dame                                                | Hédé-Bazouges                                            | Rue de l'Église                                    | 48° 17′ 49″ nord, 1° 48′ 03″ ouest                 | « PA35000080 »                                     | Inscrit                                                                                  | 26 octobre 2017                                    | Église Notre-Dame |
| Calvaire                                                         | L'Hermitage                                              |                                                    | 48° 07′ 32″ nord, 1° 49′ 04″ ouest                 | « PA00090600 »                                     | inscription                                                                              | 1946                                               | Calvaire |
| Manoir du Boberil                                                | L'Hermitage                                              |                                                    | 48° 06′ 24″ nord, 1° 49′ 25″ ouest                 | « PA35000081 »                                     | inscription                                                                              | 3 mai 2018                                         | Manoir du Boberil |
| Église Saint-Éloi                                                | Iffendic                                                 |                                                    | 48° 07′ 44″ nord, 2° 02′ 04″ ouest                 | « PA00090601 »                                     | inscription                                                                              | 1926                                               | Église Saint-Éloi |
| Bas-relief du Château de la Châsse                               | Iffendic                                                 |                                                    | 48° 07′ 02″ nord, 2° 03′ 02″ ouest                 | « PA35000026 »                                     | classement                                                                               | 1930                                               | Image manquante Téléverser |
| Église Saint-Ouen                                                | Les Iffs                                                 |                                                    | 48° 17′ 19″ nord, 1° 52′ 01″ ouest                 | « PA00090602 »                                     | classement                                                                               | 1906                                               | Église Saint-Ouen |
| Château de Montmuran                                             | Les Iffs                                                 |                                                    | 48° 17′ 38″ nord, 1° 51′ 39″ ouest                 | « PA00090603 »                                     | inscription (ensemble du site) classement (château, communs)                             | 2000 2003                                          | Château de Montmuran |
| Manoir de la Boulaye                                             | Les Iffs                                                 |                                                    | 48° 17′ 45″ nord, 1° 51′ 47″ ouest                 | « PA00090604 »                                     | inscription                                                                              | 1968                                               | Manoir de la Boulaye |
| Église Saint-Martin                                              | Janzé                                                    |                                                    | 47° 57′ 41″ nord, 1° 29′ 48″ ouest                 | « PA35000075 »                                     | inscription                                                                              | 2016                                               | Église Saint-Martin |
| Menhir de la Pierre des Fées                                     | Janzé                                                    |                                                    | 47° 55′ 07″ nord, 1° 32′ 33″ ouest                 | « PA00090606 » « PA00090605 »                      | classement                                                                               | 1963                                               | Menhir de la Pierre des Fées |
| Calvaire de la Ville Gontier                                     | Landéan                                                  | Couvent Saint-François                             | 48° 23′ 22″ nord, 1° 08′ 59″ ouest                 | « PA00090607 »                                     | classement                                                                               | 1929                                               | Calvaire de la Ville Gontier |
| Celliers de Landéan                                              | Landéan                                                  |                                                    | 48° 24′ 26″ nord, 1° 09′ 24″ ouest                 | « PA00090608 »                                     | classement                                                                               | 1862                                               | Celliers de Landéan |
| Dolmen de la Pierre courcoulée                                   | Landéan                                                  |                                                    | 48° 23′ 41″ nord, 1° 11′ 03″ ouest                 | « PA00090609 »                                     | classement                                                                               | 1946                                               | Dolmen de la Pierre courcoulée |
| Cordon des Druides                                               | Landéan                                                  |                                                    | 48° 23′ 27″ nord, 1° 09′ 15″ ouest                 | « PA00090609 »                                     | classement                                                                               | 1946                                               | Cordon des Druides |
| Oppidum du Poulailler                                            | Landéan                                                  |                                                    | 48° 23′ 20″ nord, 1° 11′ 40″ ouest                 | « PA00090610 »                                     | classement                                                                               | 1970                                               | Oppidum du Poulailler |
| Dolmen de la Pierre du trésor                                    | Landéan                                                  |                                                    | 48° 23′ 48″ nord, 1° 09′ 35″ ouest                 | « PA00090611 »                                     | classement                                                                               | 1946                                               | Dolmen de la Pierre du trésor |
| Les Demoiselles de Langon                                        | Langon                                                   |                                                    | 47° 43′ 16″ nord, 1° 51′ 16″ ouest                 | « PA00090612 »                                     | classement                                                                               | 1976                                               | Les Demoiselles de Langon |
| Chapelle Sainte-Agathe                                           | Langon                                                   |                                                    | 47° 43′ 14″ nord, 1° 50′ 56″ ouest                 | « PA00090613 »                                     | classement                                                                               | 1840                                               | Chapelle Sainte-Agathe |
| Église Saint-Pierre                                              | Langon                                                   |                                                    | 47° 43′ 11″ nord, 1° 50′ 56″ ouest                 | « PA00090614 »                                     | inscription                                                                              | 2002                                               | Église Saint-Pierre |
| Château de Lanrigan                                              | Lanrigan                                                 |                                                    | 48° 23′ 48″ nord, 1° 42′ 04″ ouest                 | « PA00090615 »                                     | inscription                                                                              | 1973                                               | Château de Lanrigan |
| Croix de cimetière                                               | Lieuron                                                  |                                                    | 47° 51′ 06″ nord, 1° 56′ 36″ ouest                 | « PA00090616 »                                     | classement                                                                               | 1908                                               | Croix de cimetière |
| Église Saint-Michel                                              | Liffré                                                   | Rue de Fougères                                    | 48° 12′ 49″ nord, 1° 30′ 21″ ouest                 | « PA35000056 »                                     | inscription                                                                              | 2014                                               | Église Saint-Michel |
| Église Notre-Dame-de-l'Assomption                                | Livré-sur-Changeon                                       |                                                    | 48° 13′ 07″ nord, 1° 20′ 32″ ouest                 | « PA00090617 »                                     | classement                                                                               | 2014                                               | Église Notre-Dame-de-l'Assomption |
| Menhir de la Roche Piquée                                        | Livré-sur-Changeon                                       |                                                    | 48° 13′ 35″ nord, 1° 23′ 47″ ouest                 | « PA00090618 »                                     | classement                                                                               | 1933                                               | Menhir de la Roche Piquée |
| Château de Caradeuc                                              | Longaulnay Saint-Pern (Plouasne)                         |                                                    | 48° 17′ 37″ nord, 1° 57′ 31″ ouest                 | « PA00089458 » « PA35000038 » « PA35000039 »       | inscription                                                                              | 2011                                               | Château de CaradeucLe Château de Caradeuc se trouve sur deux départements (Côtes-d'Armor et Ille-et-Vilaine) ; en Ille-et-Vilaine il chevauche deux communes : Longaulnay et Saint-Pern |
| Chapelle Saint-Job                                               | Louvigné-de-Bais                                         |                                                    | 48° 02′ 58″ nord, 1° 19′ 54″ ouest                 | « PA00090619 »                                     | inscription                                                                              | 1975                                               | Chapelle Saint-Job |
| Église Saint-Patern                                              | Louvigné-de-Bais                                         |                                                    | 48° 02′ 53″ nord, 1° 19′ 53″ ouest                 | « PA00090620 »                                     | inscription classement (vitraux)                                                         | 1926 1984                                          | Église Saint-Patern |
| Château de Monthorin                                             | Louvigné-du-Désert                                       |                                                    | 48° 28′ 24″ nord, 1° 08′ 08″ ouest                 | « PA00090621 »                                     | inscription (chapelle) inscription (château et communs)                                  | 1936 1992                                          | Château de Monthorin |
| Croix de cimetière                                               | Luitré                                                   |                                                    | 48° 17′ 08″ nord, 1° 06′ 53″ ouest                 | « PA00090622 »                                     | classement                                                                               | 1912                                               | Croix de cimetière |
| Porte romane de l’église                                         | Marcillé-Raoul                                           |                                                    | 48° 23′ 19″ nord, 1° 36′ 21″ ouest                 | « PA00090623 »                                     | classement                                                                               | 1921                                               | Porte romane de l’église |
| Château de Marcillé-Robert                                       | Marcillé-Robert                                          | Rue des Bas Gasts                                  | 47° 56′ 54″ nord, 1° 21′ 47″ ouest                 | « PA35000079 »                                     | Inscrit                                                                                  | 15 septembre 2017                                  | Château de Marcillé-Robert |
| Croix de cimetière                                               | Maure-de-Bretagne                                        | Rue de Lohéac                                      | 47° 53′ 29″ nord, 1° 59′ 15″ ouest                 | « PA00090624 »                                     | classement                                                                               | 1910                                               | Croix de cimetière |
| Quatre alignements mégalithiques                                 | Médréac                                                  |                                                    | 48° 17′ 37″ nord, 2° 03′ 53″ ouest                 | « PA00090625 »                                     | classement                                                                               | 1929                                               | Quatre alignements mégalithiques |
| Croix de cimetière                                               | Médréac                                                  |                                                    | 48° 16′ 07″ nord, 2° 03′ 31″ ouest                 | « PA00090626 »                                     | classement                                                                               | 1912                                               | Croix de cimetière |
| La Roche Carrée                                                  | Médréac                                                  |                                                    | 48° 17′ 26″ nord, 2° 03′ 46″ ouest                 | « PA00090627 » « PA00090628 »                      | classement                                                                               | 1929                                               | La Roche Carrée |
| Temple de la Coëfferie                                           | Messac                                                   |                                                    | 47° 47′ 20″ nord, 1° 49′ 30″ ouest                 | « PA00090629 »                                     | inscription                                                                              | 1981                                               | Temple de la Coëfferie |
| Château de la Sécardais                                          | Mézières-sur-Couesnon                                    |                                                    | 48° 18′ 00″ nord, 1° 27′ 29″ ouest                 | « PA35000023 »                                     | inscription                                                                              | 2004                                               | Image manquante Téléverser |
| Allée couverte de Four-es-Feins                                  | Miniac-Morvan                                            |                                                    | 48° 29′ 54″ nord, 1° 48′ 31″ ouest                 | « PA00090630 »                                     | classement                                                                               | 1965                                               | Allée couverte de Four-es-Feins |
| Les roches du diable (deux mégalithes)                           | Miniac-sous-Bécherel                                     |                                                    | 48° 16′ 53″ nord, 1° 55′ 35″ ouest                 | « PA00090631 »                                     | classement                                                                               | 1960                                               | Les roches du diable (deux mégalithes) |
| Chapelle Sainte-Anne                                             | Le Minihic-sur-Rance                                     |                                                    | 48° 33′ 54″ nord, 2° 00′ 46″ ouest                 | « PA00090632 »                                     | inscription                                                                              | 1982                                               | Chapelle Sainte-Anne |
| Manoir du Houx et sa chapelle                                    | Le Minihic-sur-Rance                                     | Rue du Général de Gaulle                           | 48° 34′ 29″ nord, 2° 00′ 58″ ouest                 | « PA00090633 »                                     | inscription                                                                              | 1985                                               | Manoir du Houx et sa chapelle |
| Cale sèche de la Landriais                                       | Le Minihic-sur-Rance                                     |                                                    | 48° 34′ 58″ nord, 2° 00′ 04″ ouest                 | « PA35000001 »                                     | inscription                                                                              | 1996                                               | Cale sèche de la Landriais |
| Chapelle Notre-Dame-de-Lannelou                                  | Montauban-de-Bretagne                                    |                                                    | 48° 13′ 22″ nord, 2° 06′ 19″ ouest                 | « PA00090634 »                                     | classement                                                                               | 1942                                               | Chapelle Notre-Dame-de-Lannelou |
| Château de Montauban-de-Bretagne                                 | Montauban-de-Bretagne                                    |                                                    | 48° 12′ 52″ nord, 2° 03′ 18″ ouest                 | « PA00090635 »                                     | classement                                                                               | 2003                                               | Château de Montauban-de-Bretagne |
| Moulin du Tertre                                                 | Mont-Dol                                                 |                                                    | 48° 34′ 18″ nord, 1° 46′ 08″ ouest                 | « PA00089343 »                                     | inscription                                                                              | 1977                                               | Moulin du Tertre |
| Église Saint-Pierre                                              | Mont-Dol                                                 |                                                    | 48° 34′ 11″ nord, 1° 46′ 03″ ouest                 | « PA00090636 »                                     | inscription                                                                              | 1971                                               | Église Saint-Pierre |
| Remparts                                                         | Montfort-sur-Meu                                         |                                                    | 48° 08′ 15″ nord, 1° 57′ 24″ ouest                 | « PA00090638 »                                     | inscription                                                                              | 1926                                               | Remparts |
| Tour du Papegault                                                | Montfort-sur-Meu                                         |                                                    | 48° 08′ 16″ nord, 1° 57′ 19″ ouest                 | « PA00090639 »                                     | inscription                                                                              | 1926                                               | Tour du Papegault |
| Abbaye Saint-Jacques de Montfort                                 | Montfort-sur-Meu                                         |                                                    | 48° 07′ 49″ nord, 1° 56′ 37″ ouest                 | « PA35000003 »                                     | inscription                                                                              | 1997                                               | Abbaye Saint-Jacques de Montfort |
| Église Saint-Louis-Marie-Grignion-de-Montfort                    | Montfort-sur-Meu                                         |                                                    | 48° 08′ 16″ nord, 1° 57′ 22″ ouest                 | « PA35000047 » « IA00131065 »                      | inscription                                                                              | 2013,                                              | Église Saint-Louis-Marie-Grignion-de-Montfort |
| Château de Beaumont                                              | Mordelles                                                |                                                    | 48° 04′ 52″ nord, 1° 48′ 32″ ouest                 | « PA00135275 »                                     | inscription                                                                              | 1995                                               | Image manquante Téléverser |
| Château de la Haichois                                           | Mordelles                                                |                                                    | 48° 04′ 27″ nord, 1° 49′ 25″ ouest                 | « PA35000030 »                                     | inscription                                                                              | 2007                                               | Château de la Haichois |
| Château de la Villedubois                                        | Mordelles                                                | La Ville-du-Bois                                   | 48° 05′ 32″ nord, 1° 50′ 40″ ouest                 | « PA35000057 »                                     | inscription                                                                              | 2014                                               | Château de la Villedubois |
| Domaine d'Artois                                                 | Mordelles (également sur Talensac)                       |                                                    | 48° 04′ 49″ nord, 1° 53′ 14″ ouest                 | « PA35000058 »                                     | inscription                                                                              | 2014                                               | Domaine d'Artois |
| Église Saint-Martin                                              | Moulins                                                  |                                                    | 48° 00′ 12″ nord, 1° 22′ 20″ ouest                 | « PA00090640 »                                     | inscription                                                                              | 1974                                               | Église Saint-Martin |
| Château de Monbouan                                              | Moulins                                                  |                                                    | 48° 01′ 19″ nord, 1° 21′ 43″ ouest                 | « PA35000011 »                                     | inscription                                                                              | 2000                                               | Image manquante Téléverser |
| Église Saint-Martin                                              | Moutiers                                                 |                                                    | 47° 58′ 00″ nord, 1° 12′ 47″ ouest                 | « PA00090641 »                                     | inscription                                                                              | 1977                                               | Église Saint-Martin |
| Croix de cimetière                                               | La Nouaye                                                |                                                    | 48° 09′ 43″ nord, 1° 58′ 47″ ouest                 | « PA00090642 »                                     | classement                                                                               | 1913                                               | Croix de cimetière |
| Église Saint-Hubert                                              | La Nouaye                                                |                                                    | 48° 09′ 43″ nord, 1° 58′ 47″ ouest                 | « PA35000059 »                                     | inscription                                                                              | 2014                                               | Église Saint-Hubert |
| Croix de cimetière                                               | Nouvoitou                                                |                                                    | 48° 02′ 30″ nord, 1° 32′ 49″ ouest                 | « PA00090643 »                                     | classement                                                                               | 1907                                               | Croix de cimetière |
| Croix de cimetière                                               | Noyal-Châtillon-sur-Seiche                               |                                                    | 48° 02′ 35″ nord, 1° 39′ 46″ ouest                 | « PA00090645 »                                     | classement                                                                               | 1907                                               | Croix de cimetière |
| Calvaire de la Croix                                             | Noyal-Châtillon-sur-Seiche                               | Route de la Rivière                                | 48° 02′ 11″ nord, 1° 39′ 58″ ouest                 | « PA00090529 »                                     | inscrit                                                                                  | 1946                                               | Calvaire de la Croix |
| Domaine de Mouillemuse                                           | Noyal-Châtillon-sur-Seiche                               | Mouillemuse                                        | 48° 02′ 40″ nord, 1° 37′ 40″ ouest                 | « PA35000070 »                                     | inscription                                                                              | 2015,                                              | Domaine de Mouillemuse |
| Église Saint-Léonard de Noyal-Châtillon-sur-Seiche               | Noyal-Châtillon-sur-Seiche                               | Rue du Gué                                         | 48° 02′ 19″ nord, 1° 40′ 03″ ouest                 | « PA35000091 »                                     | inscription                                                                              | 2022                                               | Église Saint-Léonard de Noyal-Châtillon-sur-Seiche |
| Menhir de Landes-Ros                                             | Noyal-sous-Bazouges                                      |                                                    | 48° 25′ 38″ nord, 1° 36′ 17″ ouest                 | « PA00090644 »                                     | classement                                                                               | 1889                                               | Menhir de Landes-Ros |
| Manoir de Boisorcant                                             | Noyal-sur-Vilaine                                        |                                                    | 48° 03′ 52″ nord, 1° 30′ 07″ ouest                 | « PA00090646 »                                     | classement                                                                               | 1987                                               | Manoir de Boisorcant |
| Église Saint-Pierre                                              | Noyal-sur-Vilaine                                        | 9 place de la Mairie                               | 48° 06′ 52″ nord, 1° 31′ 26″ ouest                 | « PA35000060 »                                     | inscription                                                                              | 2014                                               | Église Saint-Pierre |
| Château de la Glestière                                          | Pacé                                                     |                                                    | 48° 07′ 35″ nord, 1° 45′ 56″ ouest                 | « PA00090647 »                                     | inscription                                                                              | 1969                                               | Château de la Glestière |
| Croix de cimetière                                               | Pacé                                                     |                                                    | 48° 08′ 54″ nord, 1° 46′ 08″ ouest                 | « PA00090648 »                                     | inscription                                                                              | 1946                                               | Croix de cimetière |
| Église Saint-Melaine                                             | Pacé                                                     |                                                    | 48° 08′ 52″ nord, 1° 46′ 23″ ouest                 | « PA00090649 »                                     | inscription                                                                              | 1968                                               | Église Saint-Melaine |
| Vieux pont sur la Flume                                          | Pacé                                                     |                                                    | 48° 08′ 57″ nord, 1° 47′ 19″ ouest                 | « PA00090650 »                                     | inscription                                                                              | 1971                                               | Vieux pont sur la Flume |
| Abbaye Notre-Dame de Paimpont                                    | Paimpont                                                 |                                                    | 48° 01′ 10″ nord, 2° 10′ 27″ ouest                 | « PA00090651 »                                     | Classement Inscription                                                                   | 1966 2024                                          | Abbaye Notre-Dame de Paimpont |
| Forges de Paimpont                                               | Paimpont (également sur Plélan-le-Grand)                 |                                                    | 47° 59′ 36″ nord, 2° 08′ 26″ ouest                 | « PA35000019 »                                     | inscription                                                                              | 2001                                               | Forges de Paimpont |
| Église Notre-Dame                                                | Parthenay-de-Bretagne                                    |                                                    | 48° 11′ 31″ nord, 1° 49′ 49″ ouest                 | « PA00090652 »                                     | inscription                                                                              | 1939                                               | Église Notre-Dame |
| Château de Bel-Air                                               | Le Pertre                                                |                                                    | 48° 02′ 20″ nord, 1° 02′ 37″ ouest                 | « PA35000017 »                                     | inscription                                                                              | 2001                                               | Château de Bel-Air |
| Croix de cimetière                                               | Pléchâtel                                                |                                                    | 47° 53′ 45″ nord, 1° 45′ 01″ ouest                 | « PA00090653 »                                     | classement                                                                               | 1908                                               | Croix de cimetière |
| Sépulture mégalithique et tertre                                 | Pléchâtel                                                | Les Landes                                         | 47° 52′ 17″ nord, 1° 40′ 28″ ouest                 | « PA00090654 »                                     | inscription                                                                              | 1980                                               | Sépulture mégalithique et tertre |
| Forges de Paimpont                                               | Plélan-le-Grand (également sur Paimpont)                 |                                                    | 47° 59′ 36″ nord, 2° 08′ 26″ ouest                 | « PA35000019 »                                     | inscription                                                                              | 2001                                               | Forges de Paimpont |
| Pierre du Domaine                                                | Plerguer                                                 |                                                    | 48° 30′ 33″ nord, 1° 48′ 50″ ouest                 | « PA00090655 »                                     | classement                                                                               | 1889                                               | Pierre du Domaine |
| Château de la Bourbansais                                        | Pleugueneuc                                              |                                                    | 48° 24′ 15″ nord, 1° 53′ 49″ ouest                 | « PA00090656 »                                     | classement                                                                               | 1959                                               | Château de la Bourbansais |
| Château de Montmarin                                             | Pleurtuit                                                |                                                    | 48° 35′ 59″ nord, 2° 01′ 39″ ouest                 | « PA00090657 »                                     | classement                                                                               | 1966                                               | Château de Montmarin |
| La Pierre Blanche                                                | Pocé-les-Bois                                            |                                                    | 48° 06′ 25″ nord, 1° 14′ 01″ ouest                 | « PA00090658 »                                     | classement                                                                               | 1970                                               | La Pierre Blanche |
| Château de Gazon                                                 | Pocé-les-Bois                                            |                                                    | 48° 07′ 55″ nord, 1° 16′ 12″ ouest                 | « PA00090968 »                                     | inscription                                                                              | 1992                                               | Château de Gazon |
| Château du Bois-Bide                                             | Pocé-les-Bois                                            |                                                    | 48° 06′ 32″ nord, 1° 16′ 01″ ouest                 | « PA35000033 »                                     | inscription                                                                              | 2007                                               | Château du Bois-Bide |
| Château de Poilley                                               | Poilley                                                  |                                                    | 48° 28′ 25″ nord, 1° 15′ 05″ ouest                 | « PA00090659 »                                     | inscription                                                                              | 1926                                               | Image manquante Téléverser |
| Croix de Demeau                                                  | Poilley                                                  | carrefour de la Ballue                             | 48° 27′ 35″ nord, 1° 14′ 22″ ouest                 | « PA00090660 »                                     | inscription                                                                              | 1926                                               | Croix de Demeau |
| Château du Bois Glaume                                           | Poligné                                                  |                                                    | 47° 53′ 40″ nord, 1° 40′ 37″ ouest                 | « PA00090661 »                                     | inscription                                                                              | 1972                                               | Château du Bois Glaume |
| Mine de plomb                                                    | Pont-Péan                                                |                                                    | 48° 00′ 46″ nord, 1° 42′ 40″ ouest                 | « PA00090662 »                                     | inscription                                                                              | 1985                                               | Mine de plomb |
| Château de Québriac                                              | Québriac                                                 |                                                    | 48° 21′ 04″ nord, 1° 49′ 23″ ouest                 | « PA35000031 »                                     | inscription                                                                              | 2007                                               | Château de Québriac |
| Église Saint-Crépin                                              | Rannée                                                   |                                                    | 47° 55′ 24″ nord, 1° 14′ 28″ ouest                 | « PA00090663 »                                     | inscription                                                                              | 1974                                               | Église Saint-Crépin |
| Abbaye Saint-Sauveur                                             | Redon                                                    |                                                    | 47° 39′ 01″ nord, 2° 05′ 02″ ouest                 | « PA00090664 »                                     | classement                                                                               | 1990                                               | Abbaye Saint-Sauveur |
| Couvent des Calvairiennes                                        | Redon                                                    |                                                    | 47° 39′ 08″ nord, 2° 04′ 41″ ouest                 | « PA00090665 »                                     | inscription                                                                              | 1986                                               | Couvent des Calvairiennes |
| Église Saint-Sauveur                                             | Redon                                                    |                                                    | 47° 39′ 02″ nord, 2° 05′ 01″ ouest                 | « PA00090666 »                                     | classement                                                                               | 1862                                               | Église Saint-Sauveur |
| Hôtel de Richelieu                                               | Redon                                                    |                                                    | 47° 38′ 47″ nord, 2° 05′ 11″ ouest                 | « PA00090667 »                                     | inscription                                                                              | 1987                                               | Hôtel de Richelieu |
| Hôtel de Carmoy                                                  | Redon                                                    | 6 et 7 rue du Port                                 | 47° 38′ 52″ nord, 2° 05′ 08″ ouest                 | « PA00090668 »                                     | inscription                                                                              | 1930                                               | Hôtel de Carmoy |
| Manoir du Mail                                                   | Redon                                                    |                                                    | 47° 38′ 46″ nord, 2° 05′ 12″ ouest                 | « PA00090669 »                                     | inscription                                                                              | 1987                                               | Manoir du Mail |
| Moulin des Buttes Saint-Julien                                   | Renac                                                    |                                                    | 47° 43′ 00″ nord, 1° 58′ 46″ ouest                 | « PA00090670 »                                     | inscription                                                                              | 1974                                               | Moulin des Buttes Saint-Julien |
| Château du Brossay y compris l'ensemble mégalithique             | Renac                                                    |                                                    | 47° 43′ 11″ nord, 1° 57′ 51″ ouest                 | « PA35000036 » « PA35000037 »                      | inscription                                                                              | 2016                                               | Château du Brossay y compris l'ensemble mégalithique |
|                                                                  | Rennes                                                   | Voir liste des monuments historiques de Rennes     | Voir liste des monuments historiques de Rennes     | Voir liste des monuments historiques de Rennes     | Voir liste des monuments historiques de Rennes                                           | Voir liste des monuments historiques de Rennes     | Voir liste des monuments historiques de Rennes |
| Pierre de Richebourg                                             | Retiers                                                  |                                                    | 47° 52′ 57″ nord, 1° 19′ 23″ ouest                 | « PA00090756 »                                     | classement                                                                               | 1977                                               | Pierre de Richebourg |
| Croix de cimetière                                               | Le Rheu                                                  | bourg de Moigné                                    | 48° 04′ 49″ nord, 1° 46′ 29″ ouest                 | « PA00090757 »                                     | inscription                                                                              | 1946                                               | Croix de cimetière |
| Église Saint-Melaine de Moigné                                   | Le Rheu                                                  |                                                    | 48° 04′ 48″ nord, 1° 46′ 28″ ouest                 | « PA00090758 »                                     | classement                                                                               | 1990                                               | Église Saint-Melaine de Moigné |
| Église Sainte-Anne                                               | Romagné                                                  |                                                    | 48° 20′ 34″ nord, 1° 16′ 34″ ouest                 | « PA00090759 »                                     | inscription                                                                              | 1926                                               | Église Sainte-Anne |
| Château de Perronnay                                             | Romillé                                                  |                                                    | 48° 12′ 53″ nord, 1° 55′ 15″ ouest                 | « PA00090760 »                                     | inscription                                                                              | 1948                                               | Château de Perronnay |
| Croix de cimetière                                               | Roz-Landrieux                                            |                                                    | 48° 32′ 37″ nord, 1° 48′ 54″ ouest                 | « PA00090761 »                                     | classement                                                                               | 1912                                               | Croix de cimetière |
| Église Saint-Armel                                               | Saint-Armel                                              |                                                    | 48° 00′ 48″ nord, 1° 35′ 28″ ouest                 | « PA00090762 »                                     | inscription                                                                              | 1988                                               | Église Saint-Armel |
| Château de Saint-Aubin-du-Cormier                                | Saint-Aubin-du-Cormier                                   |                                                    | 48° 15′ 40″ nord, 1° 23′ 38″ ouest                 | « PA00090763 »                                     | inscription                                                                              | 3 octobre 2017                                     | Château de Saint-Aubin-du-Cormier |
| Église Saint-Aubin                                               | Saint-Aubin-du-Cormier                                   | Rue du Château                                     | 48° 15′ 41″ nord, 1° 23′ 53″ ouest                 | « PA35000072 »                                     | inscription                                                                              | 2015                                               | Église Saint-Aubin |
| Menhirs de la Forêt de Haute-Sève                                | Saint-Aubin-du-Cormier                                   |                                                    | 48° 16′ 44″ nord, 1° 29′ 01″ ouest                 | « PA00090764 »                                     | classement                                                                               | 1900                                               | Menhirs de la Forêt de Haute-Sève |
| Club-House du Dinard Golf                                        | Saint-Briac-sur-Mer                                      | Chemin de la Dame-Jouanne                          | 48° 37′ 56″ nord, 2° 08′ 13″ ouest                 | « PA35000065 »                                     | inscription                                                                              | 2014                                               | Club-House du Dinard Golf |
| Devanture de l'immeuble                                          | Saint-Briac-sur-Mer                                      | 2 rue du Commandant-Pierre-Thoreux                 | 48° 37′ 11″ nord, 2° 07′ 57″ ouest                 | « PA35000064 »                                     | inscription                                                                              | 2014                                               | Devanture de l'immeuble |
| Église Saint-Briac                                               | Saint-Briac-sur-Mer                                      |                                                    | 48° 37′ 08″ nord, 2° 08′ 01″ ouest                 | « PA00090766 »                                     | classement                                                                               | 1908                                               | Église Saint-Briac |
| Île Agot                                                         | Saint-Briac-sur-Mer                                      |                                                    | 48° 38′ 20″ nord, 2° 09′ 35″ ouest                 | « PA00090767 »                                     | inscription                                                                              | 1975                                               | Île Agot |
| Château de la Motte                                              | Saint-Brice-en-Coglès                                    |                                                    | 48° 24′ 29″ nord, 1° 20′ 56″ ouest                 | « PA00090769 »                                     | inscription                                                                              | 1975                                               | Château de la Motte |
| Château du Rocher-Portail                                        | Saint-Brice-en-Coglès                                    |                                                    | 48° 26′ 04″ nord, 1° 21′ 27″ ouest                 | « PA00090768 »                                     | classement inscription                                                                   | 1961 27 juin 2018                                  | Château du Rocher-Portail |
| Hémicycle mégalithique des Tombes                                | Saint-Broladre                                           |                                                    | 48° 34′ 27″ nord, 1° 41′ 14″ ouest                 | « PA00090765 »                                     | inscription                                                                              | 1966                                               | Hémicycle mégalithique des Tombes |
| Château de la Bélinaye                                           | Saint-Christophe-de-Valains                              |                                                    | 48° 20′ 19″ nord, 1° 26′ 24″ ouest                 | « PA00090770 »                                     | inscription                                                                              | 1968                                               | Château de la Bélinaye |
| Château de Lupin                                                 | Saint-Coulomb                                            |                                                    | 48° 40′ 55″ nord, 1° 56′ 34″ ouest                 | « PA00090771 »                                     | inscription                                                                              | 1944                                               | Image manquante Téléverser |
| Château du Plessis-Bertrand                                      | Saint-Coulomb                                            |                                                    | 48° 39′ 51″ nord, 1° 54′ 06″ ouest                 | « PA00090772 »                                     | inscription                                                                              | 1969                                               | Image manquante Téléverser |
| Château de la Motte-Jean                                         | Saint-Coulomb (également sur Cancale)                    |                                                    | 48° 40′ 35″ nord, 1° 53′ 12″ ouest                 | « PA00090773 »                                     | inscription                                                                              | 1980 2021                                          | Image manquante Téléverser |
| Malouinière de la Ville Bague                                    | Saint-Coulomb                                            |                                                    | 48° 40′ 46″ nord, 1° 55′ 19″ ouest                 | « PA00090774 »                                     | inscription                                                                              | 1981                                               | Malouinière de la Ville Bague |
| Retranchement de la pointe du Meinga                             | Saint-Coulomb                                            | pointe du Meinga                                   | 48° 41′ 49″ nord, 1° 56′ 09″ ouest                 | « PA00090775 »                                     | inscription                                                                              | 1984                                               | Retranchement de la pointe du Meinga |
| Malouinière de la Grande Gâtinais                                | Saint-Coulomb                                            |                                                    | 48° 40′ 21″ nord, 1° 57′ 37″ ouest                 | « PA00090969 »                                     | inscription                                                                              | 1992                                               | Malouinière de la Grande Gâtinais |
| Malouinière de la Mettrie-aux-Louëts                             | Saint-Coulomb                                            |                                                    | 48° 40′ 03″ nord, 1° 55′ 44″ ouest                 | « PA00125344 »                                     | inscription                                                                              | 1993                                               | Malouinière de la Mettrie-aux-Louëts |
| Malouinière des Courtils-Launay                                  | Saint-Coulomb                                            |                                                    | 48° 40′ 29″ nord, 1° 56′ 13″ ouest                 | « PA00125345 »                                     | inscription                                                                              | 1993                                               | Malouinière des Courtils-Launay |
| La Fosse Hingant                                                 | Saint-Coulomb                                            |                                                    | 48° 40′ 21″ nord, 1° 55′ 26″ ouest                 | « PA00135276 »                                     | inscription                                                                              | 1995                                               | Image manquante Téléverser |
| Malouinière de la Ville Azé                                      | Saint-Coulomb                                            |                                                    | 48° 40′ 23″ nord, 1° 56′ 03″ ouest                 | « PA35000016 »                                     | inscription                                                                              | 2000                                               | Malouinière de la Ville Azé |
| Manoir de la Roche                                               | Saint-Didier                                             |                                                    | 48° 06′ 12″ nord, 1° 20′ 39″ ouest                 | « PA00090776 »                                     | inscription                                                                              | 1971                                               | Manoir de la Roche |
| Croix de cimetière                                               | Saint-Erblon                                             |                                                    | 48° 01′ 10″ nord, 1° 39′ 16″ ouest                 | « PA00090777 »                                     | inscription                                                                              | 1946                                               | Croix de cimetière |
| Manoir de la Salle                                               | Saint-Erblon                                             |                                                    | 48° 01′ 25″ nord, 1° 40′ 51″ ouest                 | « PA35000086 »                                     | inscription                                                                              | 20 mai 2019                                        | Image manquante Téléverser |
| Église Saint-Georges                                             | Saint-Georges-de-Gréhaigne                               |                                                    | 48° 34′ 10″ nord, 1° 32′ 55″ ouest                 | « PA00090778 »                                     | inscription                                                                              | 1926                                               | Église Saint-Georges |
| Chapelle de Marigny                                              | Saint-Germain-en-Coglès                                  |                                                    | 48° 24′ 21″ nord, 1° 17′ 21″ ouest                 | « PA00090779 »                                     | inscription                                                                              | 1937                                               | Chapelle de Marigny |
| Dolmen du Rocher Jacquiaux                                       | Saint-Germain-en-Coglès                                  |                                                    | 48° 23′ 29″ nord, 1° 15′ 20″ ouest                 | « PA00090780 »                                     | classement                                                                               | 1921                                               | Dolmen du Rocher Jacquiaux |
| Grange de la Gélinais                                            | Saint-Germain-en-Coglès                                  |                                                    | 48° 24′ 24″ nord, 1° 17′ 23″ ouest                 | « PA00090781 »                                     | inscription                                                                              | 1988                                               | Grange de la Gélinais |
| Château du Verger au Coq                                         | Saint-Germain-sur-Ille                                   |                                                    | 48° 14′ 48″ nord, 1° 39′ 04″ ouest                 | « PA00090782 »                                     | inscription                                                                              | 1988                                               | Château du Verger au Coq |
| Croix de cimetière                                               | Saint-Gilles                                             |                                                    | 48° 09′ 14″ nord, 1° 49′ 46″ ouest                 | « PA00090783 »                                     | classement                                                                               | 1907                                               | Croix de cimetière |
| Église Saint-Guillaume                                           | Saint-Gonlay                                             | Place de l'Église                                  | 48° 06′ 50″ nord, 2° 03′ 58″ ouest                 | « PA35000073 »                                     | inscription                                                                              | 2015                                               | Église Saint-Guillaume |
| Croix de cimetière                                               | Saint-Grégoire                                           |                                                    | 48° 09′ 12″ nord, 1° 40′ 53″ ouest                 | « PA00090784 »                                     | inscription                                                                              | 1946                                               | Croix de cimetière |
| Château de la Haye-Saint-Hilaire                                 | Saint-Hilaire-des-Landes                                 |                                                    | 48° 20′ 42″ nord, 1° 20′ 55″ ouest                 | « PA00090785 »                                     | inscription                                                                              | 1926                                               | Château de la Haye-Saint-Hilaire |
| Château de la Dobiais                                            | Saint-Jean-sur-Couesnon                                  |                                                    | 48° 16′ 23″ nord, 1° 21′ 43″ ouest                 | « PA00090786 »                                     | inscription                                                                              | 1926                                               | Château de la Dobiais |
| Malouinière de la Plussinais                                     | Saint-Jouan-des-Guérets                                  |                                                    | 48° 36′ 19″ nord, 1° 58′ 59″ ouest                 | « PA00090787 »                                     | inscription                                                                              | 1980                                               | Malouinière de la Plussinais |
| Alignements mégalithiques de Cojoux                              | Saint-Just                                               |                                                    | 47° 45′ 53″ nord, 1° 58′ 26″ ouest                 | « PA00090788 »                                     | classement                                                                               | 1978                                               | Alignements mégalithiques de Cojoux |
| Hémicycle mégalithique et tertre tumulaire de Cojoux             | Saint-Just                                               |                                                    | 47° 45′ 55″ nord, 1° 59′ 23″ ouest                 | « PA00090789 »                                     | inscription                                                                              | 1978                                               | Image manquante Téléverser |
| Menhirs des Pierres Chevêches                                    | Saint-Just                                               |                                                    | 47° 46′ 41″ nord, 1° 57′ 55″ ouest                 | « PA00090790 »                                     | inscription                                                                              | 1978                                               | Image manquante Téléverser |
| Sépulture mégalithique de Tréal                                  | Saint-Just                                               |                                                    | 47° 46′ 32″ nord, 2° 00′ 06″ ouest                 | « PA00090791 »                                     | classement                                                                               | 1975                                               | Sépulture mégalithique de Tréal |
| Sépulture mégalithique des Pierres Chevêches                     | Saint-Just                                               |                                                    | 47° 45′ 57″ nord, 1° 59′ 31″ ouest                 | « PA00090792 »                                     | classement                                                                               | 1975                                               | Image manquante Téléverser |
| Tumulus du Château Bû                                            | Saint-Just                                               |                                                    | 47° 45′ 54″ nord, 1° 59′ 06″ ouest                 | « PA00090793 »                                     | classement                                                                               | 1975                                               | Tumulus du Château Bû |
| Château du Val                                                   | Saint-Just                                               |                                                    | 47° 46′ 06″ nord, 1° 59′ 56″ ouest                 | « PA35000032 »                                     | inscription                                                                              | 2007                                               | Image manquante Téléverser |
| Église Saint-Léger                                               | Saint-Léger-des-Prés                                     |                                                    | 48° 23′ 41″ nord, 1° 38′ 57″ ouest                 | « PA00090794 »                                     | inscription                                                                              | 1980                                               | Église Saint-Léger |
| Calvaire                                                         | Saint-Lunaire                                            |                                                    | 48° 38′ 01″ nord, 2° 06′ 30″ ouest                 | « PA00090795 »                                     | inscription                                                                              | 1930                                               | Calvaire |
| Vieille église de Saint-Lunaire                                  | Saint-Lunaire                                            |                                                    | 48° 38′ 06″ nord, 2° 06′ 28″ ouest                 | « PA00090796 »                                     | classement                                                                               | 1913                                               | Vieille église de Saint-Lunaire |
|                                                                  | Saint-Malo                                               | Voir liste des monuments historiques de Saint-Malo | Voir liste des monuments historiques de Saint-Malo | Voir liste des monuments historiques de Saint-Malo | Voir liste des monuments historiques de Saint-Malo                                       | Voir liste des monuments historiques de Saint-Malo | Voir liste des monuments historiques de Saint-Malo |
| Église Saint-Malo                                                | Saint-Malo-de-Phily                                      | Place de l'Église                                  | 47° 52′ 39″ nord, 1° 47′ 12″ ouest                 | « PA35000074 »                                     | inscription                                                                              | 2015                                               | Église Saint-Malo |
| Maison de prêtre                                                 | Saint-Marc-le-Blanc                                      |                                                    | 48° 21′ 59″ nord, 1° 25′ 35″ ouest                 | « PA00090873 »                                     | inscription                                                                              | 1988                                               | Image manquante Téléverser |
| Menhir dit La Roche Longue                                       | Saint-Marcan                                             |                                                    | 48° 35′ 13″ nord, 1° 37′ 45″ ouest                 | « PA00090872 »                                     | classement                                                                               | 1933                                               | Menhir dit La Roche Longue |
| Abbaye de Saint-Méen                                             | Saint-Méen-le-Grand                                      |                                                    | 48° 11′ 17″ nord, 2° 11′ 36″ ouest                 | « PA00090875 »                                     | inscription                                                                              | 1930                                               | Abbaye de Saint-Méen |
| Croix de cimetière, dite croix de l'Abbaye                       | Saint-Méen-le-Grand                                      | 2 rue du Révérend-Père-Janvier                     | 48° 11′ 22″ nord, 2° 11′ 40″ ouest                 | « PA00090876 »                                     | classement                                                                               | 1908                                               | Croix de cimetière, dite croix de l'Abbaye |
| Logis du Mur Blanc                                               | Saint-Méloir-des-Ondes                                   |                                                    | 48° 39′ 03″ nord, 1° 56′ 35″ ouest                 | « PA00125346 »                                     | inscription                                                                              | 1993                                               | Logis du Mur Blanc |
| Malouinière du Grand Val Ernoul                                  | Saint-Méloir-des-Ondes                                   |                                                    | 48° 37′ 47″ nord, 1° 53′ 50″ ouest                 | « PA35000050 »                                     | inscription                                                                              | 2013                                               | Malouinière du Grand Val Ernoul |
| Château de Vaulérault ou de Beauregard                           | Saint-Méloir-des-Ondes                                   |                                                    | 48° 39′ 17″ nord, 1° 52′ 07″ ouest                 | « PA00090877 »                                     | inscription                                                                              | 1993                                               | Château de Vaulérault ou de Beauregard |
| Château de la Rouërie                                            | Saint-Ouen-la-Rouërie                                    |                                                    | 48° 28′ 47″ nord, 1° 26′ 28″ ouest                 | « PA35000002 »                                     | inscription                                                                              | 1996                                               | Château de la Rouërie |
| Moulin de Beauchet                                               | Saint-Père (également sur Saint-Suliac)                  |                                                    | 48° 34′ 34″ nord, 1° 57′ 17″ ouest                 | « PA00090878 »                                     | inscription                                                                              | 1986                                               | Moulin de Beauchet |
| Malouinière de Launay-Ravilly                                    | Saint-Père                                               |                                                    | 48° 34′ 37″ nord, 1° 55′ 35″ ouest                 | « PA00132552 »                                     | inscription                                                                              | 1994                                               | Malouinière de Launay-Ravilly |
| Château de Châteauneuf-d'Ille-et-Vilaine                         | Saint-Père (également sur Châteauneuf-d'Ille-et-Vilaine) | Place du Martray                                   | 48° 33′ 45″ nord, 1° 55′ 45″ ouest                 | « PA00090971 »                                     | classement                                                                               | 1992                                               | Image manquante Téléverser |
| Église Saint-Pierre                                              | Saint-Pierre-de-Plesguen                                 |                                                    | 48° 26′ 51″ nord, 1° 54′ 48″ ouest                 | « PA00090879 »                                     | classement                                                                               | 1913                                               | Église Saint-Pierre |
| Église Saint-Pierre                                              | Saint-Père-Marc-en-Poulet                                |                                                    | 48° 35′ 16″ nord, 1° 55′ 28″ ouest                 | « PA00130811 »                                     | classement                                                                               | 1994                                               | Église Saint-Pierre |
| Église de Saint-Suliac                                           | Saint-Suliac                                             |                                                    | 48° 34′ 12″ nord, 1° 58′ 24″ ouest                 | « PA00090880 »                                     | classement                                                                               | 2001                                               | Église de Saint-Suliac |
| Menhir, dit « Dent de Gargantua »                                | Saint-Suliac                                             | Chablé                                             | 48° 33′ 56″ nord, 1° 57′ 15″ ouest                 | « PA00090882 »                                     | classement                                                                               | 1889                                               | Menhir, dit « Dent de Gargantua » |
| Enceinte médiévale, dite « l'Huitrière »                         | Saint-Suliac                                             |                                                    | 48° 33′ 18″ nord, 1° 58′ 01″ ouest                 | « PA00090881 »                                     | classement                                                                               | 1986                                               | Enceinte médiévale, dite « l'Huitrière » |
| Château de La Roche Giffard                                      | Saint-Sulpice-des-Landes                                 |                                                    | 47° 46′ 06″ nord, 1° 35′ 53″ ouest                 | « PA35000066 »                                     | inscription                                                                              | 2014                                               | Image manquante Téléverser |
| Ancienne abbaye Notre-Dame du Nid-au-Merle                       | Saint-Sulpice-la-Forêt                                   |                                                    | 48° 13′ 10″ nord, 1° 34′ 27″ ouest                 | « PA00090883 »                                     | inscription                                                                              | 1926                                               | Ancienne abbaye Notre-Dame du Nid-au-Merle |
| Château de Tourdelain                                            | Saint-Thual                                              |                                                    | 48° 19′ 47″ nord, 1° 55′ 52″ ouest                 | « PA00090884 »                                     | inscription                                                                              | 1943                                               | Image manquante Téléverser |
| Église Saint-Uniac                                               | Saint-Uniac                                              |                                                    | 48° 10′ 23″ nord, 2° 01′ 43″ ouest                 | « PA35000004 »                                     | inscription                                                                              | 1997                                               | Église Saint-Uniac |
| Manoir de Quénétain                                              | Saint-Uniac                                              |                                                    | 48° 09′ 49″ nord, 2° 02′ 54″ ouest                 | « PA35000027 »                                     | inscription                                                                              | 2005                                               | Manoir de Quénétain |
| Chapelle Saint-Jean-d'Apileur                                    | Sainte-Marie                                             |                                                    | 47° 40′ 32″ nord, 2° 03′ 02″ ouest                 | « PA00090874 »                                     | classement                                                                               | 1990                                               | Chapelle Saint-Jean-d'Apileur |
| Menhir du Champ de la Pierre et menhir du Champ Horel            | Le Sel-de-Bretagne                                       |                                                    | 47° 53′ 56″ nord, 1° 36′ 23″ ouest                 | « PA00090885 »                                     | classement                                                                               | 1945                                               | Menhir du Champ de la Pierre et menhir du Champ Horel |
| Église Saint-Jean-Baptiste                                       | La Selle-en-Luitré                                       |                                                    | 48° 18′ 36″ nord, 1° 07′ 40″ ouest                 | « PA00090886 »                                     | inscription                                                                              | 1926                                               | Église Saint-Jean-Baptiste |
| Manoir de la Cour de Sixt                                        | Sixt-sur-Aff                                             |                                                    | 47° 46′ 39″ nord, 2° 04′ 28″ ouest                 | « PA35000005 »                                     | classement                                                                               | 2000                                               | Image manquante Téléverser |
| Domaine d'Artois                                                 | Talensac (également sur Mordelles)                       |                                                    | 48° 04′ 47″ nord, 1° 53′ 14″ ouest                 | « PA35000058 »                                     | inscription                                                                              | 2014                                               | Image manquante Téléverser |
| Mégalithe, dit Grès de Saint-Méen                                | Talensac                                                 |                                                    | 48° 06′ 42″ nord, 1° 56′ 49″ ouest                 | « PA00090887 »                                     | classement                                                                               | 1926                                               | Mégalithe, dit Grès de Saint-Méen |
| Chapelle Notre-Dame de Beauvais et sa croix                      | Le Theil-de-Bretagne                                     | Beauvais                                           | 47° 55′ 02″ nord, 1° 25′ 51″ ouest                 | « PA35000051 » « IA00007373 »                      | inscription                                                                              | 2013                                               | Chapelle Notre-Dame de Beauvais et sa croix |
| Église Saint-Martin                                              | Le Tiercent                                              |                                                    | 48° 21′ 01″ nord, 1° 24′ 18″ ouest                 | « PA00090888 »                                     | inscription                                                                              | 1926                                               | Église Saint-Martin |
| Château du Tiercent                                              | Le Tiercent                                              |                                                    | 48° 21′ 03″ nord, 1° 24′ 10″ ouest                 | « PA00090889 »                                     | inscription                                                                              | 1926                                               | Château du Tiercent |
| Église de la Sainte-Trinité                                      | Tinténiac                                                |                                                    | 48° 19′ 43″ nord, 1° 50′ 00″ ouest                 | « PA35000076 »                                     | inscription                                                                              | 2016                                               | Église de la Sainte-Trinité |
| Église Saint-Médard                                              | Torcé                                                    | rue Pierre-de-Langle                               | 48° 03′ 43″ nord, 1° 15′ 55″ ouest                 | « PA35000022 »                                     | inscription                                                                              | 2003                                               | Église Saint-Médard |
| Église Saint-Martin                                              | Tremblay, commune déléguée de Val-Couesnon               |                                                    | 48° 25′ 22″ nord, 1° 28′ 32″ ouest                 | « PA00090890 »                                     | inscription                                                                              | 1926                                               | Église Saint-Martin |
| Château du Plessix                                               | Tresbœuf (également sur La Couyère)                      | Le Plessis                                         | 47° 53′ 37″ nord, 1° 30′ 57″ ouest                 | « PA00090972 »                                     | inscription (château) inscription (dépendances)                                          | 1962 1992                                          | Château du Plessix |
| Maison des Fées                                                  | Tressé                                                   |                                                    | 48° 29′ 04″ nord, 1° 52′ 36″ ouest                 | « PA00090891 »                                     | classement                                                                               | 1889                                               | Maison des Fées |
| Manoir                                                           | Trimer                                                   | 2 chemin du Manoir                                 | 48° 20′ 25″ nord, 1° 53′ 32″ ouest                 | « PA35000044 »                                     | inscription                                                                              | 2012                                               | Manoir |
| Abbaye Notre-Dame du Tronchet                                    | Le Tronchet                                              |                                                    | 48° 29′ 28″ nord, 1° 50′ 05″ ouest                 | « PA00090892 »                                     | classement                                                                               | 1933                                               | Abbaye Notre-Dame du Tronchet |
| Château du Bois-Cornillé                                         | Val-d'Izé                                                |                                                    | 48° 11′ 10″ nord, 1° 17′ 38″ ouest                 | « PA00090893 »                                     | inscription                                                                              | 1988                                               | Château du Bois-Cornillé |
| Église Saint-Étienne                                             | Val-d'Izé                                                | Rue de l'église                                    | 48° 10′ 40″ nord, 1° 18′ 17″ ouest                 | « PA35000067 »                                     | inscription                                                                              | 2014                                               | Église Saint-Étienne |
| Église Saint-Martin                                              | Vendel                                                   |                                                    | 48° 17′ 55″ nord, 1° 18′ 37″ ouest                 | « PA35000052 » « IA00130920 »                      | inscription                                                                              | 2013                                               | Église Saint-Martin |
| Site archéologique du bois de Montbourcher                       | Vignoc                                                   | Le Bois de Montbourcher                            | 48° 14′ 28″ nord, 1° 45′ 26″ ouest                 | « PA00135277 »                                     | inscription                                                                              | 1995                                               | Site archéologique du bois de Montbourcher |
| Château de la Villouyère                                         | Vignoc                                                   | La Villouyère                                      | 48° 14′ 41″ nord, 1° 46′ 24″ ouest                 | « PA35000006 »                                     | inscription                                                                              | 1997                                               | Image manquante Téléverser |
| Église Saint-Martin et porte du cimetière                        | Villamée                                                 |                                                    | 48° 27′ 39″ nord, 1° 13′ 08″ ouest                 | « PA00090894 »                                     | inscription                                                                              | 1926                                               | Église Saint-Martin et porte du cimetière |
| Église Saint-Pierre                                              | Visseiche                                                |                                                    | 47° 57′ 20″ nord, 1° 18′ 05″ ouest                 | « PA00090895 »                                     | classement                                                                               | 1990                                               | Église Saint-Pierre |
|                                                                  | Vitré                                                    | Voir liste des monuments historiques de Vitré      | Voir liste des monuments historiques de Vitré      | Voir liste des monuments historiques de Vitré      | Voir liste des monuments historiques de Vitré                                            | Voir liste des monuments historiques de Vitré      | Voir liste des monuments historiques de Vitré |